# 蘇達河
蘇達河是俄羅斯的河流，位於沃洛格達州，流進伏爾加河雷賓斯克水庫。
蘇達河全長184公里，流域面積13,500平方公里，平均流量每秒134立方米。